# Cheilosia intermedia
Cheilosia intermedia är en tvåvingeart som beskrevs av Barkalov 1999. Cheilosia intermedia ingår i släktet örtblomflugor, och familjen blomflugor. Inga underarter finns listade i Catalogue of Life.